# Syllepte brunnescens
Syllepte brunnescens là một loài bướm đêm trong họ Crambidae.